# Tatiana Calderón
Tatiana Calderón Noguera (Bogotà, 10 marzo 1993) è una pilota automobilistica colombiana.

## Biografia
Ha studiato nel Colegio Helvetia dal 1997 al 2011 dove ha imparato l'inglese e il tedesco. Si è laureata nel giugno 2011 e si è trasferita a Indianapolis per allenarsi a tempo pieno per il suo team, Juncos Racing. Nel 2012 si è trasferita a Madrid per competere nella categoria F3 europea.

## Carriera

### Karting
Comincia a correre nei kart nella stagione 2003 e vince il Campionato Nazionale Easykart nel 2005. Nella stagione 2007 si classifica terza nel Campionato Nazionale Colombiano di Kart, divisione Rotax junior. Nella stagione 2008 diventa la prima donna a vincere lo Snap-On-Stars del Karting Divisional Championship-JICA Eastern Championship ed è la campionessa IAME International Challenge. L'anno successivo arriva seconda nella Rotax colombiana Senior Max Challenge.

### Formule minori
Nella stagione 2009 inizia la sua carriera sulle monoposto, partecipando al campionato Radical European Master Series - SR5 e finendo seconda in classifica, con una vittoria all'attivo.
Nel 2010 partecipa al Campionato Star Mazda con il team Juncos Racing e arriva 10ª nella sua stagione di esordio, con un 7º posto quale miglior piazzamento. Nella stagione 2011 prosegue nel campionato e termina in 6ª posizione, ottenendo due podi.
Nella stessa stagione 2011 partecipa agli ultimi tre weekend del campionato Euroformula Open con il Team West-Tec conquistando un ottavo posto quale miglior risultato.
Nel 2012 continua nell'Euroformula Open, passando al team di Emilio de Villota e chiudendo al 9º posto assoluto con 56 punti all'attivo. Come miglior risultato conquista un quarto posto all'Hungaroring.

### F3 europea e GP3 Series
Nel 2013 esordisce in F3 europea con il nuovo team Double R Racing, senza però riuscire a guadagnare punti. Disputa anche l'intera stagione di F3 britannica con lo stesso team chiudendo al 7º posto in campionato con 79 punti e un podio, un 3º posto al Nürburgring. Prima e unica donna a salire sul podio della serie inglese.
Nella stagione 2014 la Calderón resta in F3 europea, passando al team Jo Zeller Racing. Termina la stagione 15ª con 29 punti, ottenendo come miglior piazzamento il 5º posto nella seconda gara sul circuito di Spa-Francorchamps. 
Nel 2015 continua nella categoria passando al team Carlin Motorsport. Nella gara di Spa-Francorchamps diventa la prima donna a condurre una corsa nella categoria, quando partiva 27ª, in condizioni meteo miste. Termina il campionato senza ottenere punti, con un undicesimo posto quale miglior risultato.

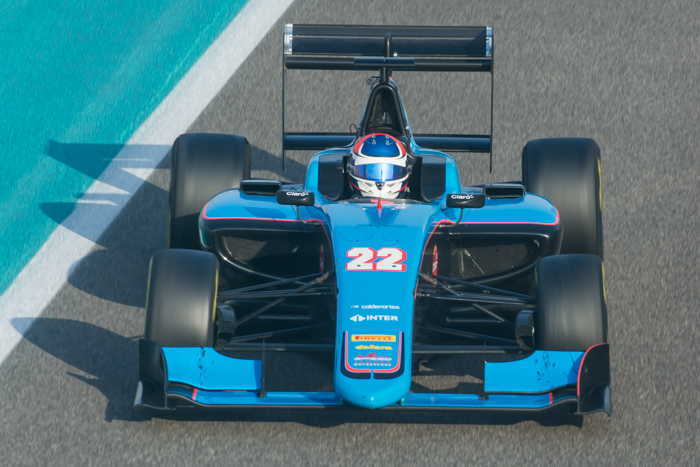
Tatiana Calderón ai test di Abu Dhabi 2017 con Jenzer Motorsport

Nel 2016 la Calderón, data l'impossibilità regolamentare di partecipare alla F3 europea per più di tre stagioni, esordisce nella GP3 Series con il team Arden International. È la prima donna a correre per il team e la seconda nella categoria dopo Carmen Jordá. Finisce la stagione al 21º posto conquistando 2 punti. Nella stessa stagione partecipa anche ad alcune gare dell'Euroformula Open con il team Teo Martin Motorsport e ottiene un terzo posto al Red Bull Ring.
Nel 2017 resta nella categoria, passando al team DAMS. Il suo miglior risultato della stagione è un settimo posto nella gara 1 di Monza e conclude la stagione al 18º posto con 7 punti.
Nel 2018 affronta la sua terza stagione in GP3 Series, passando al team Jenzer Motorsport. Dopo una prima parte di stagione difficile, in cui non riesce a ottenere punti, arriva un ottavo posto nella gara sprint dell'Hungaroring, e nella seconda parte di stagione la colombiana migliora i suoi risultati terminando la stagione in crescendo, con cinque piazzamenti a punti consecutivi.

### Formula 2 e Super Formula

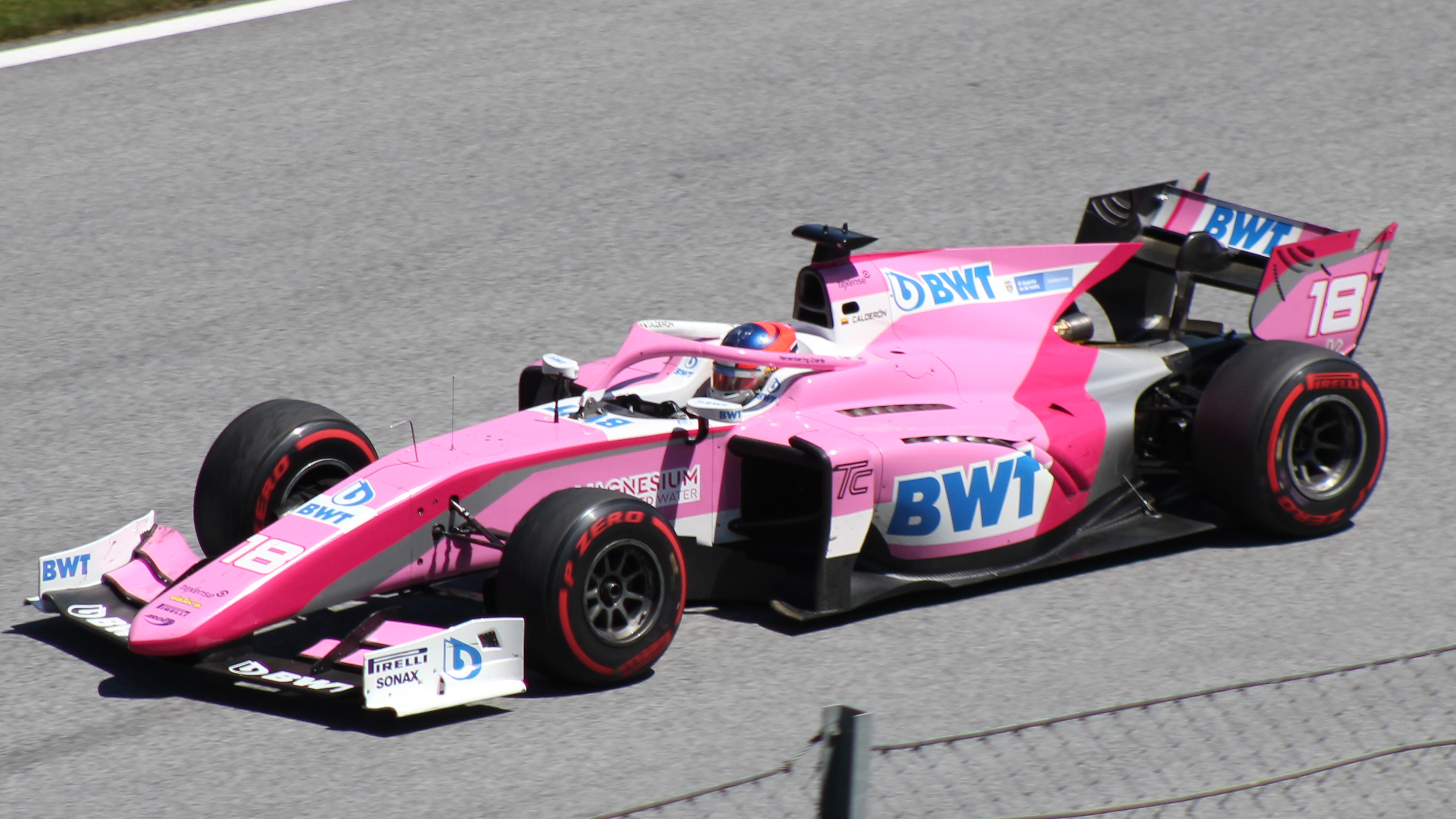
Calderón in Formula 2 nel 2019.

Nella stagione 2019 esordisce in Formula 2 con il team Arden, diventando la prima donna a gareggiare nella categoria.
Lasciata la Formula 2 nel 2020 Calderón prende il via al campionato giapponese Super Formula, con il team Drago Corse motorizzato Honda, diventando la prima donna a correre nella serie giapponese, partecipa a tutte le gare escluse le tappe a Okayama e Sugo. Conclude la stagione al ventitreesimo posto, sfiorando i punti in più occasioni, arrivando dodicesima nella gara sul Circuito di Suzuka e sul Circuito di Motegi. Nel 2021 viene riconfermata dal suo team per la stagione successiva.
Dopo la parentesi in IndyCar, Calderón ritorna in Formula 2, dopo averla lasciata nel 2019. La colombiana si unisce al team Charouz Racing System dove sostituisce Cem Bölükbaşı dall'undicesimo round della stagione.

### Test Formula 1 e Formula E
Dal 2017 lavora per il team Sauber di F1 come pilota di sviluppo, e nel 2018 è diventata collaudatrice del team elvetico, con lavoro al simulatore. Il 31 ottobre 2018 effettua il primo test in pista su una vettura di Formula 1, alla guida della Sauber C37 sul circuito Hermanos Rodríguez.
Nel novembre del 2024, prenderà parte ai test della Formula E sul Circuito di Valencia con la Maserati MSG Racing.

### IndyCar

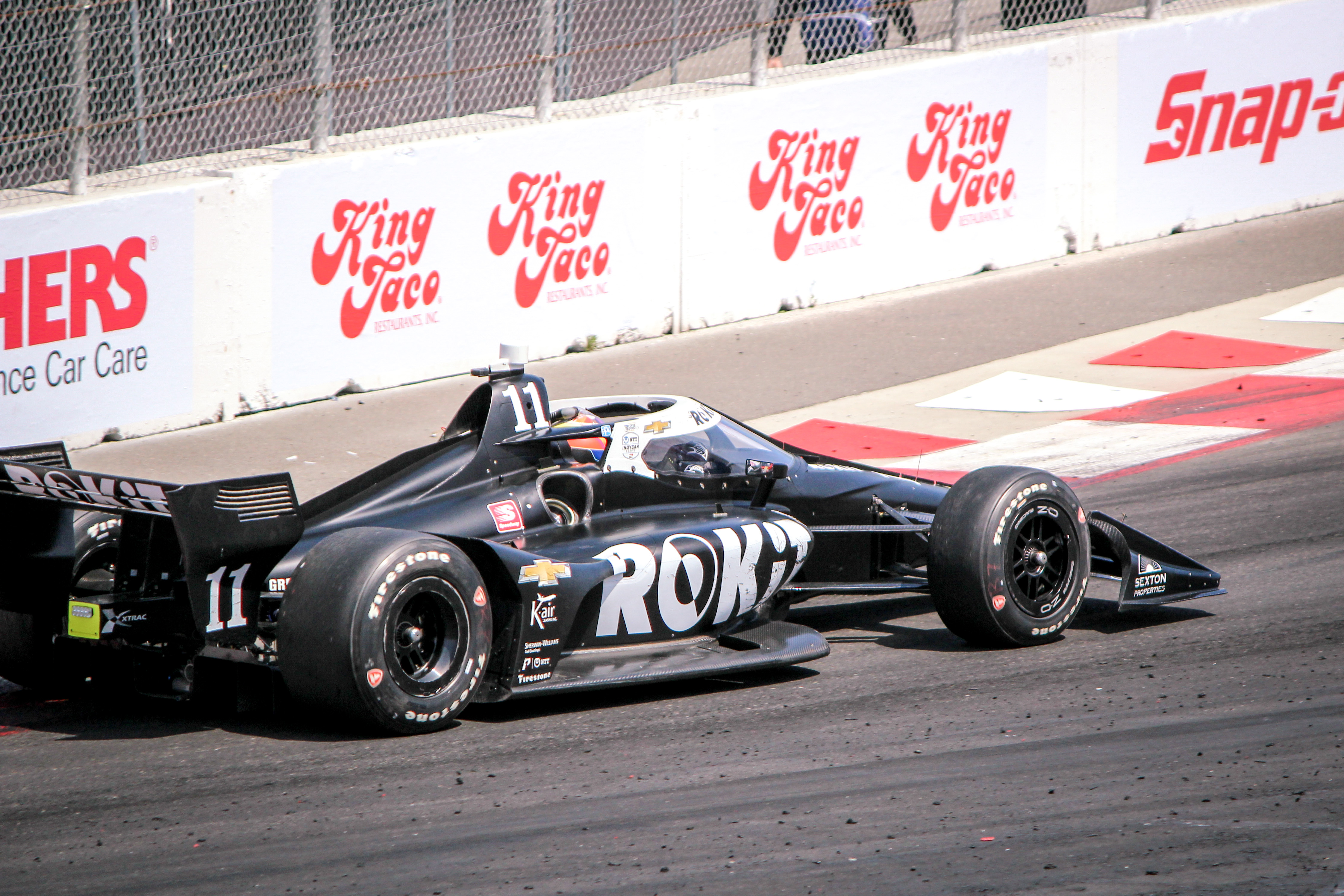
Calderón in Indycar Series.

Nel 2022 Calderón si unisce al team A.J. Foyt Enterprises per partecipare alla IndyCar Series. La colombiana prenderà parte solo alle gare cittadine e stradali evitando così i circuiti ovali. Dopo aver disputato sette gare è costretta a lasciare la competizione per mancanza di finanziamenti nel team

### Endurance

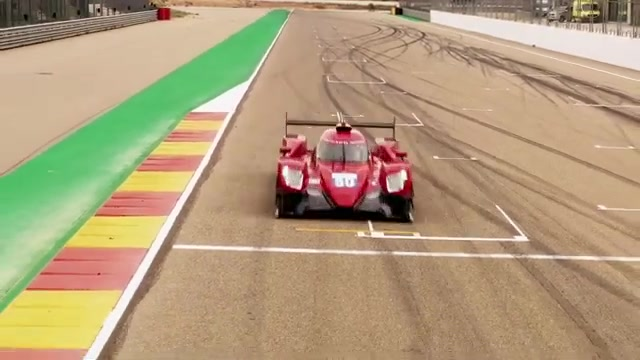
European Le Mans Series 2020

Nel 2020 corre con il team Richard Mille Racing tre gare del campionato European Le Mans Series, il 19 settembre sempre con il team Richard Mille Racing corre la 24 Ore di Le Mans nella classe LMP2 in squadra con altre due donne, Sophia Flörsch e Beitske Visser.
Si classificano al 13º posto nella classifica totale e al 9º nella classifica riservata alla loro classe.
Nel 2021 Sophia Flörsch con il team Richard Mille Racing ha corso l'intero Campionato del mondo endurance. Nelle prime tre gare finiscono sempre nei primi otto, mentre nella 24 Ore di Le Mans sono costrette al ritiro per un incidente con un'altra vettura.
Nel 2023 torna a correre nelle corse di durata gareggiando nella European Le Mans Series con il team Team Virage. L'anno seguente partecipa alla 24 Ore di Daytona e alle altre corse Michelin Endurance Cup della IMSA con l'Acura NSX GT3 Evo22 del team Gradient Racing.

## Risultati

### Riassunto della carriera
| Stagione | Campionato                  | Team                       | Gare          | Vittorie      | Pole          | Gpv           | Podi          | Punti         | Pos           |
| -------- | --------------------------- | -------------------------- | ------------- | ------------- | ------------- | ------------- | ------------- | ------------- | ------------- |
| 2010     | Star Mazda Championship     | Juncos Racing              | 13            | 0             | 0             | 0             | 0             | 320           | 10ª           |
| 2011     | Star Mazda Championship     | Juncos Racing              | 11            | 0             | 0             | 0             | 2             | 322           | 6ª            |
| 2011     | Euroformula Open            | Team West-Tec              | 6             | 0             | 0             | 0             | 0             | 2             | 21ª           |
| 2012     | Euroformula Open            | EmiliodeVillota Motorsport | 16            | 0             | 0             | 0             | 0             | 56            | 9ª            |
| 2012     | Formula Renault 2.0 Alps    | AV Formula                 | 4             | 0             | 0             | 0             | 0             | 0             | 33ª           |
| 2013     | F3 europea                  | Double R Racing            | 30            | 0             | 0             | 0             | 0             | 0             | 32ª           |
| 2013     | F3 britannica               | Double R Racing            | 12            | 0             | 0             | 0             | 1             | 79            | 7ª            |
| 2014     | F3 europea                  | Jo Zeller Racing           | 33            | 0             | 0             | 0             | 0             | 29            | 15ª           |
| 2014     | Florida Winter Series       | N.D.                       | 12            | 1             | 0             | 1             | 1             | N.D.          | N.D.          |
| 2015     | F3 europea                  | Carlin                     | 33            | 0             | 0             | 0             | 0             | 0             | 27ª           |
| 2015–16  | MRF Challenge Formula 2000  | MRF Racing                 | 14            | 1             | 0             | 1             | 7             | 199           | 2ª            |
| 2016     | GP3 Series                  | Arden International        | 18            | 0             | 0             | 0             | 0             | 2             | 21ª           |
| 2016     | Euroformula Open            | Teo Martín Motorsport      | 10            | 0             | 0             | 0             | 1             | 66            | 9ª            |
| 2016     | F3 spagnola                 | Teo Martín Motorsport      | 6             | 0             | 0             | 0             | 0             | 32            | 6ª            |
| 2017     | GP3 Series                  | DAMS                       | 15            | 0             | 0             | 0             | 0             | 7             | 18ª           |
| 2017     | World Series Formula V8 3.5 | RP Motorsport              | 2             | 0             | 0             | 0             | 1             | 25            | 14ª           |
| 2018     | GP3 Series                  | Jenzer Motorsport          | 18            | 0             | 0             | 0             | 0             | 11            | 16ª           |
| 2018     | Formula 1                   | Alfa Romeo Sauber F1 Team  | Collaudatrice | Collaudatrice | Collaudatrice | Collaudatrice | Collaudatrice | Collaudatrice | Collaudatrice |
| 2019     | Formula 2                   | BWT Arden                  | 14            | 0             | 0             | 0             | 0             | 0             |               |
| 2019     | Formula 1                   | Alfa Romeo Racing          | Collaudatrice | Collaudatrice | Collaudatrice | Collaudatrice | Collaudatrice | Collaudatrice | Collaudatrice |
| 2020     | Super Formula               | Drago Corse with ThreeBond | 5             | 0             | 0             | 0             | 0             | 0             | 21ª           |
| 2020     | European Le Mans Series     | Richard Mille Racing Team  | 3             | 0             | 0             | 0             | 0             | 2             | 25ª           |
| 2020     | 24 Ore di Le Mans - LMP2    | Richard Mille Racing Team  | 1             | 0             | 0             | 0             | 0             | N/A           | 9ª            |
| 2021     | Super Formula               | Drago Corse with ThreeBond | 4             | 0             | 0             | 0             | 0             | 0             | 24ª           |
| 2021     | WEC - LMP2                  | Richard Mille Racing Team  | 4             | 0             | 0             | 0             | 0             | 20*           | 14ª*          |
| 2021     | 24 Ore di Le Mans - LMP2    | Richard Mille Racing Team  | 1             | 0             | 0             | 0             | 0             | N/A           | Rit           |
| 2021     | Formula 1                   | Alfa Romeo Racing ORLEN    | Collaudatrice | Collaudatrice | Collaudatrice | Collaudatrice | Collaudatrice | Collaudatrice | Collaudatrice |
| 2022     | IndyCar Series              | A.J. Foyt Enterprises      | 7             | 0             | 0             | 0             | 0             | 58            | 29ª           |
| 2022     | Formula 2                   | Charouz Racing System      | 7             | 0             | 0             | 0             | 0             | 0             | 28ª           |

* Stagione in corso.

### Star Mazda Championship
| Anno | Team          | 1      | 2      | 3     | 4      | 5      | 6      | 7      | 8     | 9      | 10    | 11    | 12     | 13     | Punti | Pos. |
| ---- | ------------- | ------ | ------ | ----- | ------ | ------ | ------ | ------ | ----- | ------ | ----- | ----- | ------ | ------ | ----- | ---- |
| 2010 | Juncos Racing | SEB 20 | STP 19 | LAG 9 | IRP 11 | IOW 12 | NJ1 11 | NJ2 9  | ACC 7 | ACC 11 | TRO 9 | ROA 8 | MOS 16 | ATL 11 | 320   | 10ª  |
| 2011 | Juncos Racing | STP 18 | BAR 3  | IRP 9 | MIL 9  | IOW 5  | MOS 3  | TRO 12 | TRO 8 | SON 5  | BAL 8 | LAG 7 |        |        | 322   | 6ª   |

### F3 europea
(legenda) (Le gare in grassetto indicano la pole) (Le gare in corsivo indicano il giro veloce)
| Anno | Squadra          | Motore     | 1   | 2   | 3   | 4   | 5   | 6   | 7   | 8   | 9   | 10  | 11  | 12  | 13  | 14  | 15  | 16  | 17  | 18  | 19  | 20  | 21  | 22  | 23  | 24  | 25  | 26  | 27  | 28  | 29  | 30  | 31  | 32  | 33  | Punti | Pos. |
| ---- | ---------------- | ---------- | --- | --- | --- | --- | --- | --- | --- | --- | --- | --- | --- | --- | --- | --- | --- | --- | --- | --- | --- | --- | --- | --- | --- | --- | --- | --- | --- | --- | --- | --- | --- | --- | --- | ----- | ---- |
| 2013 | Double R Racing  | Mercedes   | MNZ | MNZ | MNZ | SIL | SIL | SIL | HOC | HOC | HOC | BRH | BRH | BRH | RBR | RBR | RBR | NOR | NOR | NOR | NÜR | NÜR | NÜR | ZAN | ZAN | ZAN | VAL | VAL | VAL | HOC | HOC | HOC |     |     |     | 0     | 32ª  |
| 2013 | Double R Racing  | Mercedes   | 19  | 23  | 21  | 22  | 19  | 15  | 26  | 26  | 23  | 22  | 25  | 20  | 21  | 20  | 17  | Rit | 26  | Rit | 22  | 20  | 19  | 21  | 22  | 24  | 20  | 20  | 20  | 21  | 22  | Rit |     |     |     | 0     | 32ª  |
| 2014 | Jo Zeller Racing | Mercedes   | SIL | SIL | SIL | HOC | HOC | HOC | PAU | PAU | PAU | HUN | HUN | HUN | SPA | SPA | SPA | NOR | NOR | NOR | MSC | MSC | MSC | RBR | RBR | RBR | NÜR | NÜR | NÜR | IMO | IMO | IMO | HOC | HOC | HOC | 29    | 15ª  |
| 2014 | Jo Zeller Racing | Mercedes   | 23  | 18  | 19  | 18  | 22  | 18  | 18  | Rit | 15  | 20  | 15  | 16  | 15  | 5   | 17  | Rit | Rit | 10  | 14  | 11  | 8   | 15  | 13  | 9   | Rit | 9   | 8   | 9   | 14  | Rit | 12  | 8   | Rit | 29    | 15ª  |
| 2015 | Carlin           | Volkswagen | SIL | SIL | SIL | HOC | HOC | HOC | PAU | PAU | PAU | MNZ | MNZ | MNZ | SPA | SPA | SPA | NOR | NOR | NOR | ZAN | ZAN | ZAN | RBR | RBR | RBR | ALG | ALG | ALG | NÜR | NÜR | NÜR | HOC | HOC | HOC | 0     | 27ª  |
| 2015 | Carlin           | Volkswagen | 20  | Rit | 22  | Rit | 21  | 25  | 17  | 19  | Rit | 17  | 22  | 13  | 25  | 25  | 18  | 14  | 12  | 14  | 19  | 11  | 14  | 13  | 21  | 16  | 29  | Rit | 15  | 20  | 15  | Rit | 18  | 21  | 24  | 0     | 27ª  |

### Gran Premio di Macau
| Anno | N° | Vettura      | Squadra          | Pos. Qualifiche | Pos. Qualifiche gara | Giri | Pos. |
| ---- | -- | ------------ | ---------------- | --------------- | -------------------- | ---- | ---- |
| 2014 | 21 | Dallara F312 | Mücke Motorsport | 21ª             | 16ª                  | 15   | 13ª  |

### GP3 Series
(legenda) (Le gare in grassetto indicano la pole position) (Le gare in corsivo indicano il giro veloce)
| Stagione | Team                | 1   | 2   | 3   | 4   | 5   | 6   | 7   | 8   | 9   | 10  | 11  | 12  | 13  | 14  | 15  | 16  | 17  | 18  | Punti | Pos. |
| -------- | ------------------- | --- | --- | --- | --- | --- | --- | --- | --- | --- | --- | --- | --- | --- | --- | --- | --- | --- | --- | ----- | ---- |
| 2016     | Arden International | CAT | CAT | RBR | RBR | SIL | SIL | HUN | HUN | HOC | HOC | SPA | SPA | MNZ | MNZ | SEP | SEP | YMC | YMC | 2     | 21ª  |
| 2016     | Arden International | 14  | 18  | 20  | Rit | 17  | 20  | 21  | 21  | 10  | 9   | 14  | Rit | 10  | 16  | Rit | 15  | Rit | Rit | 2     | 21ª  |
| 2017     | DAMS                | CAT | CAT | RBR | RBR | SIL | SIL | HUN | HUN | SPA | SPA | MNZ | MNZ | JER | JER | YMC | YMC |     |     | 7     | 18ª  |
| 2017     | DAMS                | 14  | Rit | 13  | 12  | 14  | 15  | Rit | 13  | 16  | 13  | 7   | C   | 13  | 8   | 16  | 15  |     |     | 7     | 18ª  |
| 2018     | Jenzer Motorsport   | CAT | CAT | LEC | LEC | RBR | RBR | SIL | SIL | HUN | HUN | SPA | SPA | MNZ | MNZ | SOC | SOC | YMC | YMC | 11    | 16ª  |
| 2018     | Jenzer Motorsport   | Rit | Rit | 17  | 16  | 12  | 12  | Rit | 10  | 11  | 8   | 10  | 9   | 15  | 6   | 10  | 7   | 10  | 8   | 11    | 16ª  |

### Formula 2
(legenda) (Le gare in grassetto indicano la pole position) (Le gare in corsivo indicano Gpv)
| Stagione | Team                  | 1   | 2   | 3   | 4   | 5   | 6   | 7   | 8   | 9   | 10  | 11  | 12  | 13  | 14  | 15  | 16  | 17  | 18  | 19  | 20  | 21  | 22  | 23  | 24  | 25  | 26  | 27  | 28  | Punti | Pos. |
| -------- | --------------------- | --- | --- | --- | --- | --- | --- | --- | --- | --- | --- | --- | --- | --- | --- | --- | --- | --- | --- | --- | --- | --- | --- | --- | --- | --- | --- | --- | --- | ----- | ---- |
| 2019     | BWT Arden             | BHR | BHR | BAK | BAK | CAT | CAT | MON | MON | LEC | LEC | RBR | RBR | SIL | SIL | HUN | HUN | SPA | SPA | MNZ | MNZ | SOC | SOC | YMC | YMC |     |     |     |     | 0     | 22ª  |
| 2019     | BWT Arden             | 13  | 15  | Rit | Rit | 13  | 13  | 14  | Rit | 11  | 19† | 17  | 13  | 14  | 17  | 16  | Rit | C   | C   | Rit | 14  | 15  | 16  | 16  | 14  |     |     |     |     | 0     | 22ª  |
| 2022     | Charouz Racing System | BHR | BHR | JED | JED | IMO | IMO | CAT | CAT | MON | MON | BAK | BAK | SIL | SIL | RBR | RBR | PAU | PAU | HUN | HUN | SPA | SPA | ZAN | ZAN | MNZ | MNZ | YMC | YMC | 0     | 28ª  |
| 2022     | Charouz Racing System |     |     |     |     |     |     |     |     |     |     |     |     |     |     |     |     |     |     |     |     | 19  | 18  | Rit | Rit | Rit | NP  | 20  | 18  | 0     | 28ª  |

† Non ha terminato la gara, ma è stata ugualmente classificata avendo completato il 90% della distanza di gara.
*Stagione in corso.

### Porsche Supercup
(legenda) (Le gare in grassetto indicano la pole position) (Le gare in corsivo indicano Gpv)
| Anno | Team           | 1   | 2   | 3   | 4   | 5   | 6   | 7   | 8   | 9       | 10     | Punti | Pos. |
| ---- | -------------- | --- | --- | --- | --- | --- | --- | --- | --- | ------- | ------ | ----- | ---- |
| 2019 | Project 1/FACH | CAT | MON | RBR | SIL | HOC | HUN | SPA | MNZ | MEX Rit | MEX 25 | 0†    | NC†  |

† Poiché Calderón era un pilota ospite, non era ammissibile per i punti.

### WeatherTech SportsCar Championship
(legenda) (Le gare in grassetto indicano la pole position) (Gare in corsivo indicano Gpv)
| Anno | Squadra                            | Classe | Vettura                     | 1      | 2      | 3   | 4   | 5   | 6   | 7    | 8   | 9   | 10  | 11  | Punti | Pos. |
| ---- | ---------------------------------- | ------ | --------------------------- | ------ | ------ | --- | --- | --- | --- | ---- | --- | --- | --- | --- | ----- | ---- |
| 2020 | GEAR Racing powered by GRT Grasser | GTD    | Lamborghini Huracán GT3 Evo | DAY 16 | DAY    | SEB | ELK | VIR | ATL | MDO  | CLT | PET | LGA | SEB | 15    | 57ª  |
| 2024 | Gradient Racing                    | GTD    | Acura NSX GT3 Evo22         | DAY 19 | SEB 17 | LHB | LGA | WGL | MOS | ALCE | VIR | IMS | ATL |     | 309   | 23ª  |

### European Le Mans Series
| Anno    | Squadra                   | Classe      | Vettura     | LEC | SPA | LEC | MNZ | ALG |     | Punti | Pos. |
| ------- | ------------------------- | ----------- | ----------- | --- | --- | --- | --- | --- | --- | ----- | ---- |
| 2020    | Richard Mille Racing Team | LMP2        | Alpine A470 | 5   | 6   |     | 10  | 11  |     | 19.5  | 11ª  |
| Anno    | Squadra                   | Classe      | Vettura     | BAR | LEC | ARA | SPA | POR | ALG | Punti | Pos. |
| 2023    | Team Virage               | LMP2 Pro/Am | Oreca 07    | 9   | NC  | 6   | 5   | 9   | 10  | 24    | 15ª  |
| Legenda |                           |             |             |     |     |     |     |     |     |       |      |

*Stagione in corso.

### 24 Ore di Le Mans
| Anno | Classe | N° | Gomme | Vettura                             | Squadra                   | Co-piloti                     | Giri | Pos. Assol. | Pos. di Classe |
| ---- | ------ | -- | ----- | ----------------------------------- | ------------------------- | ----------------------------- | ---- | ----------- | -------------- |
| 2020 | LMP2   | 50 | M     | Oreca 07 Mk.II Gibson GK428 4,2L V8 | Richard Mille Racing Team | Sophia Flörsch Beitske Visser | 364  | 13ª         | 9ª             |
| 2021 | LMP2   | 1  | M     | Oreca 07 Mk.II Gibson GK428 4,2L V8 | Richard Mille Racing Team | Sophia Flörsch Beitske Visser | 74   | Rit         | Rit            |

### Super Formula
(legenda) (Le gare in grassetto indicano la pole position) (Le gare in corsivo indicano Gpv)
| Anno | Team                       | 1      | 2      | 3   | 4      | 5      | 6       | 7      | Punti | Pos. |
| ---- | -------------------------- | ------ | ------ | --- | ------ | ------ | ------- | ------ | ----- | ---- |
| 2020 | Drago Corse with ThreeBond | MOT 12 | OKA    | SUG | AUT 16 | SUZ 13 | SUZ 12  | FUJ 17 | 0     | 23ª  |
| 2021 | Drago Corse with ThreeBond | FUJ 13 | SUZ 17 | AUT | SUG    | MOT    | MOT Rit | SUZ 19 | 0     | 24ª  |

### Campionato del mondo endurance
| Anno    | Squadra                   | Classe | Vettura  | SPA | ALG | MNZ | LMS | BHR | BHR | Punti | Pos. |
| ------- | ------------------------- | ------ | -------- | --- | --- | --- | --- | --- | --- | ----- | ---- |
| 2021    | Richard Mille Racing Team | LMP2   | Oreca 07 | 8   | 6   | 8   | Rit |     | 9   | 23    | 17ª  |
| Legenda |                           |        |          |     |     |     |     |     |     |       |      |

### IndyCar Series
| Anno | Squadra               | Telaio       | Motore    | 1      | 2   | 3      | 4      | 5      | 6    | 7      | 8      | 9      | 10  | 11  | 12  | 13  | 14  | 15  | 16  | 17  | Punti | Posizione |
| ---- | --------------------- | ------------ | --------- | ------ | --- | ------ | ------ | ------ | ---- | ------ | ------ | ------ | --- | --- | --- | --- | --- | --- | --- | --- | ----- | --------- |
| 2022 | A.J. Foyt Enterprises | Dallara DW12 | Chevrolet | STP 24 | TXS | LBH 16 | ALA 26 | IMS 15 | INDY | DET 23 | ROA 25 | MDO 25 | TOR | IOW | IOW | IMS | NSH | MAD | POR | LAG | 58    | 29ª       |